# متسيم
مِتسيمَ (بالإنجليزية: Metsaema)‏، هي الروح - الأم للغابة في الأساطير الإستونية. تعمل أم الغابة كحاكم ووصي. ترتبط أحيانًا أيضًا بالخصوبة، حيث تعمل كقابلة في بعض النصوص. يقال إن أرواح الغابات موجودة في كل غابة، وهي تحكم الحيوانات والطيور والأشجار والتوت. ترتبط الحيوانات البرية، مثل: الدببة، والثعابين، والذئاب عادة بها عبر الأساطير الأوروبية.